# Secret Garden
«Secret Garden» — ірландсько-норвезький дует, який грає кельтську і неокласичну музику. Дует складається з ірландської скрипальки Фінооли Шеррі (Fionnuala Sherry) і норвезького композитора і піаніста Рольфа Левланда (Rolf Løvland). 

## Історія
«Secret Garden» перемогли на конкурсі Євробачення, виступаючи за Норвегію в 1995 році з композицією «Nocturne». На конкурсі пісню співала норвезька співачка Гуннхільд Твіннерейм, але до складу групи вона не входить. Крім того, Рольф брав участь у написанні пісні «La det swinge» (Let it swing), яка забезпечила перемогу норвезькому дуету «Bobbysocks» на даному конкурсі в 1985 році. 
Перемога на Євробаченні забезпечила успіх їх першого альбому «Songs from a Secret Garden». Було продано близько мільйона копій по всьому світу. У Норвегії і Кореї альбом став платиновим, золотим в Ірландії, Гонконгу і Новій Зеландії, і два роки (1996-1997) протримався в чартах Нью-Ейдж Біллборду. Барбара Стрейзанд адаптувала пісню «Heartstrings» із цього альбому і включила під назвою «I've Dreamed Of You» на свій альбом «A Love Like Ours». Вона також використовувала «Heartstrings» на своєму весіллі з Джеймсом Броліном. 
У 1997 році вийшов альбом «White Stones», який також потрапив у першу десятку Нью-Ейдж Біллборду. «Dawn of a New Century» в 1999, «Dreamcatcher» в 2001 і «Once In a Red Moon» також мали успіх по всьому світу і досягали верхніх рядків чартів Біллборду. 
Знаменита пісня дуету «You Raise Me Up», виконана Брайаном Кеннеді, була записана більше сотні разів іншими виконавцями, включаючи таких, як Джош Гробан, Рассел Вотсон, Westlife, Сіссел Кюркьебе, Беккі Тейлор і Il Divo. 
«Secret Garden» випустили альбом «Dreamcatcher: Best Of» для свого туру по Австралії і Нової Зеландії в 2004 році. Він досяг вершини чартів у Австралії і увійшов до числа 50-ти найкращих альбомів чарту  ARIA. Всього ж було продано понад 3 мільйонів копій різних альбомів групи. 
Музика «Secret Garden» використовувалася в ряді відомих фільмів, у тому числі, в саундтреці фільму Вонга Карвая «2046».

## Дискографія
- Songs from a Secret Garden (1996)
- White Stones (1997)
- Dawn of a New Century (1999)
- Dreamcatcher (2001)
- Once in a Red Moon (2002)
- Dreamcatcher: Best of (2004, Australia)
- Earthsongs (2005)
- Inside I `m singing (2007)
- Winter Poems (2011)